# Santa Rosa (Santa Adélia)
Santa Rosa é um distrito do município brasileiro de Santa Adélia, no interior do estado de São Paulo.

## História

### Formação administrativa
- Lei Complementar nº 31 de 06/02/2001 - Dispõe sobre a criação do Distrito de Santa Rosa, com território desmembrado do distrito de Ururaí, no município de Santa Adélia[2].

## Geografia

### Demografia

#### População urbana
| Crescimento população urbana | Crescimento população urbana | Crescimento população urbana | Crescimento população urbana |
| Censo                        | Pop.                         |                              | %±                           |
| ---------------------------- | ---------------------------- | ---------------------------- | ---------------------------- |
| 1980                         | 131                          |                              | —                            |
| 1991                         | 203                          |                              | 55,0%                        |
| 2000                         | 170                          |                              | −16,3%                       |
| 2010                         | 166                          |                              | −2,4%                        |
| Fonte: IBGE e Fundação SEADE |                              |                              |                              |

Entre os censos de 1980 e 2000 Santa Rosa era considerado pelo IBGE como área urbana isolada do distrito de Ururaí.

#### População total
Pelo Censo 2010 (IBGE) a população total do distrito era de 257 habitantes.

### Área territorial
A área territorial do distrito é de 39,713 km².

### Bairros
- Santa Rosa (sede)[5]

### Rodovias
O distrito possui acesso à Rodovia Washington Luís (SP-310) através de estrada vicinal.

## Serviços públicos

### Registro civil
Feito na sede do município, pois o distrito não possui Cartório de Registro Civil das Pessoas Naturais.

### Saneamento
O serviço de abastecimento de água é feito pela Prefeitura Municipal de Santa Adélia.

### Energia
A responsável pelo abastecimento de energia elétrica é a CPFL Paulista, distribuidora do Grupo CPFL Energia.

## Religião
O Cristianismo se faz presente no distrito da seguinte forma:

### Igreja Católica
- A igreja faz parte da Diocese de Catanduva[13].